# علاء مطر
علاء علي مطر (مواليد 22 نوفمبر 1980) هو لاعب حواجز عراقي، شارك في سباقات 400 متر حواجز رجال في دورة الالعاب الاولمبية الصيفية 2004. 